# Ruokojärvi (sjö i Lieksa, Norra Karelen)
Ruokojärvi är en sjö i kommunen Lieksa i landskapet Norra Karelen i Finland. Sjön ligger 227,3 meter över havet. Den är 1,4 meter djup. Arean är 85 hektar och strandlinjen är 5,92 kilometer lång. Sjön  ingår i Vuoksens huvudavrinningsområde.   Den ligger omkring 96 kilometer nordöst om Joensuu och omkring 470 kilometer nordöst om Helsingfors. 